# 哥倫比亞大學醫學院
哥倫比亞大學羅伊與戴安娜瓦格洛斯內外科醫學院（英語：Columbia University Roy and Diana Vagelos College of Physicians and Surgeons，通常簡稱：VP&S）是哥倫比亞大學的一個研究院，坐落於紐約市華盛頓高地的哥倫比亞大學醫學中心。它創立於1767年，開始是國王學院（即今哥倫比亞大學）的一部份 。這個醫學院是美國最初的十三個州中第一個建立的醫學院，從此美國也就有了醫學博士的學位。1993年，它成为美國第一個舉辦“白衣典禮”（White Coat Ceremony）的醫學院。
美國新聞與世界报道根據平均MCAT（醫學院入學考試）、GPA和入學率顯示哥倫比亞大學醫學院是美國最受歡迎的醫學院之一。2011年申請成功的本科生平均GPA和平均MCAT成績分別是3.78和35.7。在美國研究型醫學院中哥倫比亞醫學院目前排在第8位，基層醫療水平則排全美第43位。它於紐約-長老會醫院有聯繫，後者美國最好的醫院之一。

## 課程
2009年秋季開始，這所醫學院開設了一門明顯不同於以往傳統的課程。最大的變化是它將臨床實踐的時間從24個月減少到了18個月，擴大了選修課時間到14個月。每個畢業生畢業前都要做4個月的學術項目。

## 學生生活

### 校區

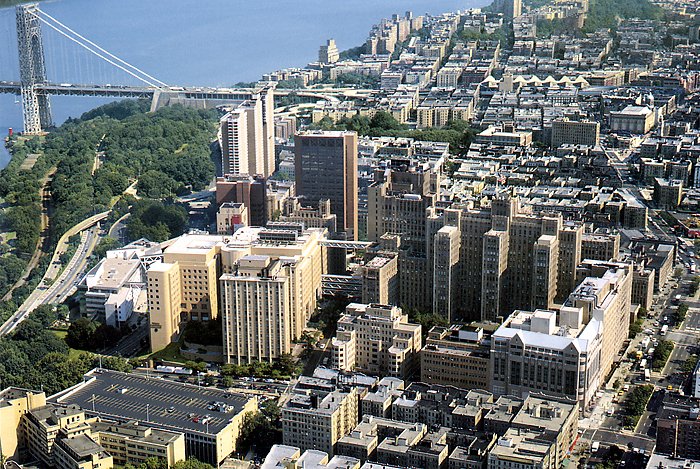
哥倫比亞大學醫學中心鳥瞰

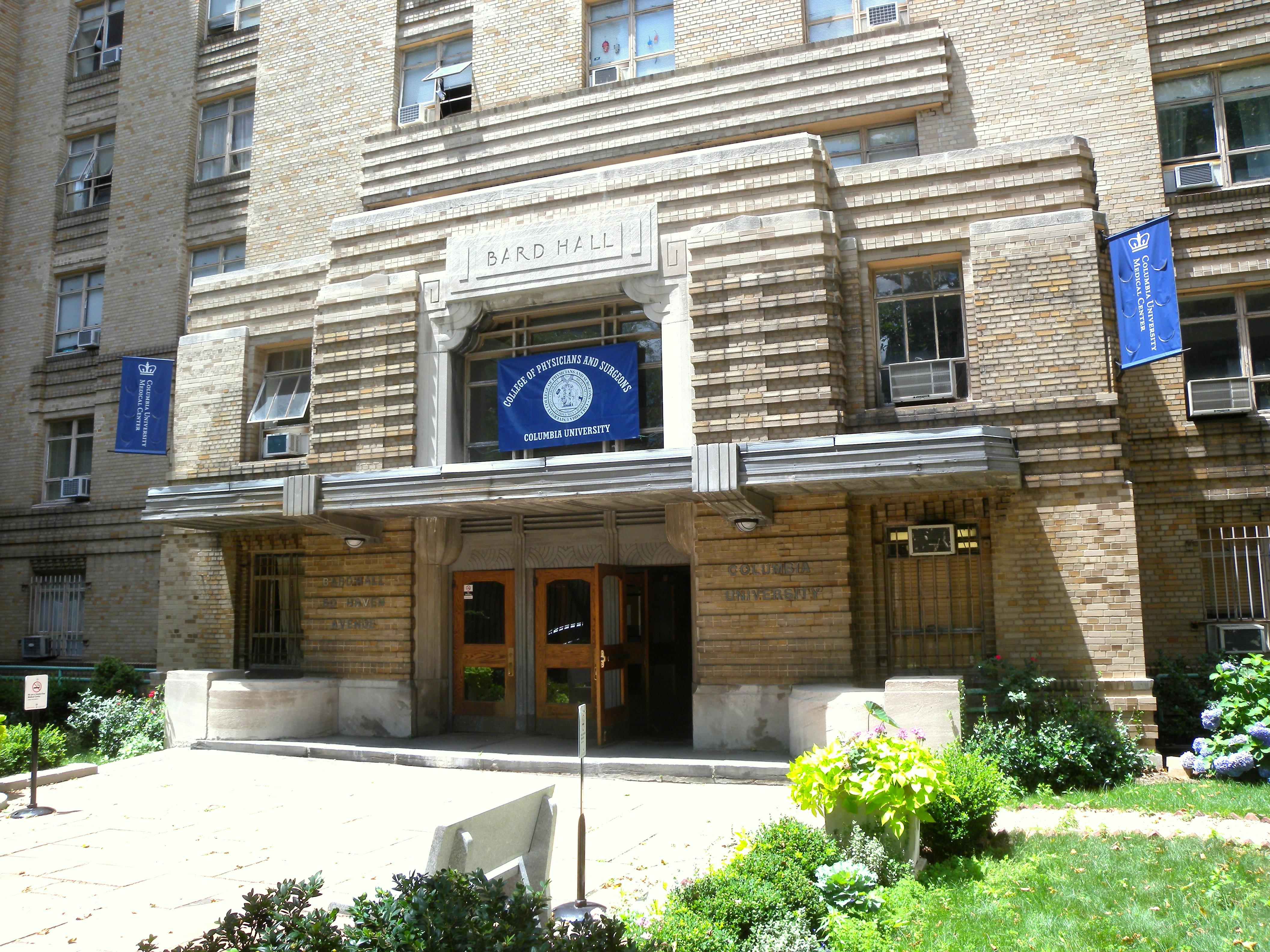
Bard Hall

哥倫比亞醫學院坐落於哈德遜河畔，晨邊高地的哥倫比亞大學本科生校區於它相距50個街區。醫學院旁邊是哈林區，校區內不僅只有醫學院，同時也包括牙醫學院（原來的牙科與口腔外科學院）、護理學院、公共衛生學院和長老會的一部份紐約-長老會醫院（包括摩根斯坦利兒童醫院）和紐約長老會學會。附屬醫院包括St. Luke's-Roosevelt Hospital Center、哈林醫學中心和康涅狄格州斯坦福的斯坦福醫院、紐約州庫珀斯敦的巴西特醫院。
雖然很多學生選擇住在紐約市里，但是學校依然提供住宿。哥倫比亞醫學院的宿舍包括Bard Hall和Bard-Haven Towers，它們是三棟三十一層的建築，俯瞰哈德遜河和喬治華盛頓大橋。

### 俱樂部
哥倫比亞大學醫學院因其高質量的學生而知名於美國的醫學院中，包括世界級音樂家、奧林匹克運動員和國際象棋大師。學校內有涵蓋各種興趣的專業或個人俱樂部，它們都歸屬於P&S Club。Bard Hall有一個完全由學生自己組織的、在全國範圍內也相當活躍的劇團，他們每年出演一部音樂劇和兩部戲劇。P&S Club由約翰·穆德，1946年諾貝爾和平獎得主創立於一個多世紀前，它致力於提供、組織和豐富學生們的學校生活，同時也因它的人道主義目標而聞名。1917年它購買了一艘汽艇贈送給了拉布拉多的醫師Sir William Grenfell，這一汽艇主要用作向拉布拉多群島的愛斯基摩人和美洲原住民漁民提供醫療服務，經常有哥倫比亞醫學院的學生負責駕駛汽艇。

## 歷史

### 殖民時期
1767年，國王學院設立了醫學院。當時國王學院的醫學項目首先是對“紐約省”開放，其次才是其他殖民地。三年之後，1770年國王學院授予了第一個醫學博士學位給Robert Tucker，這可能是美國歷史上第一個醫學博士學位，在此之前，其他的美國和加拿大醫學院只授予過醫學學士學位。國王學院一直教授年輕醫師直到1776年因美國獨立戰爭爆發和紐約被英軍佔領被迫關閉為止，1784年它才重新開張並且改名為哥倫比亞學院，同年11月，醫學院重新設立。1791年，塞繆爾·巴德被任命為醫學院系主任，他一個傑出的醫師，曾經救過喬治·華盛頓的性命。

### 與內外科醫師學院合併
1807年，隨著年輕的美國對醫師的需求不斷增加，紐約州董事會（New York State Board of Regents）單獨創立了內外科醫師學院（the College of Physicians and Surgeons）。差不多四年之後的1811年，塞繆爾·巴德成爲了該學院校長。1814年，他將哥倫比亞醫學院於內外科醫師學院合併，以擺脫那一時期醫學院的衰退狀況。然而合併之後內外科醫師學院仍然獨立於哥倫比亞大學，僅稱作“內外科醫師學院”。1860年它切斷了與紐約州董事會的聯繫，並和哥倫比亞大學達成協議，成為哥倫比亞大學的官方醫學院，不過仍然獨立於哥倫比亞。直到1891年才完全合併。1886年，Sloane Maternity Hospital，即後來的斯隆女子醫院（Sloane Hospital for Women）作為內外科醫師學院的一部份成立了。

### 醫學中心形成
1911年，哥倫比亞大學與長老會醫院達成“正式聯合協議”，後者是1868年由一個紐約慈善家詹姆斯·雷諾克斯創立的。這為新型醫學中心佈局的形成鋪平了道路。1928年，坐落於曼哈頓華盛頓高地的哥倫比亞-長老會醫學中心成立，這是世界上第一個集病人護理、醫學教育和研究於一身的地方，是第一個學術健康科學中心，同時也是是醫學研究結合病人護理的先鋒。這一項目中也包括嬰兒醫院、紐約神經病學研究所和紐約州立長老會學會，1950年它們整合成了紐約整形外科醫院。
1997年，長老會醫院與紐約醫院（康奈爾大學威爾康奈爾醫學院的合夥人）合併形成紐約-長老會醫院。這個新醫院系統包括許多衛星醫院和原來兩座醫院的項目。它現在是紐約市最大的私人雇主。所有紐約-長老會醫療保健系統的醫院都與康奈爾和哥倫比亞醫學院有關係。

## 著名教員
著名教員包括諾貝爾獎得主理查德·阿克塞爾和埃里克·坎德爾，心胸外科醫生、作家、脫口秀主持人、實況播音員Mehmet Oz，作家、生物學家奧利佛·薩克斯以及2011年非小說類普利策獎得主辛達塔·穆克吉。

## 著名校友

### 醫師
- 維珍尼亞·阿普伽（阿普伽新生兒評分）
- 奧斯瓦爾德·埃弗里（免疫化學的領軍人）
- T. Romeyn Beck（法醫學領軍人物）
- Thomas Berry Brazelton (兒科醫師, Brazelton的新生兒行為評定表）
- 查理斯·杜魯（在輸血、血液存放和大規模血庫方面的開拓性工作）
- 湯姆·佛利登（美國疾病控制與預防中心主管，紐約市健康理事）
- 奧利佛·沃爾科特·吉布斯（化學家，以第一次電重量測定法聞名，美國國家科學院創始人、院長）
- 約翰·富蘭克林·格雷（在美國第一個使用順勢療法，也是公認的醫學改革者）
- 威廉·斯圖爾特·霍爾斯特（引進了幾種新的運營方法）
- 簡·艾米麗·亨利（寫出了第一本通用的麻醉教科書）
- 羅伯特·萊夫科維茨 （美國國家科學獎章、邵逸夫獎和2012年諾貝爾化學獎）
- Sean E. McCance（整形外科醫生）
- 大衛·麥克道爾（精神病學家、作家）
- 簡·貝克·米勒（精神病學家、女權主義者、社會活動家）
- 佛雷德里克·F·拉塞爾（美軍准將、軍醫，1909年發明了第一隻傷寒菌苗，公共福利獎）
- 本傑明·斯波克（兒科醫師，《嬰兒與兒童護理的常識》一書的作者）
- Paul Stelzer（心胸外科醫師）
- P. Roy Vagelos（默克藥廠的CEO、董事長）
- 威廉·H·韋爾奇（霍普金斯大學醫學院約翰霍普金斯大學公共衛生學院第一任主任）
- 艾倫·惠普爾（Whipple procedure，Whipple's triad）

### 諾貝爾獎得主
- 巴魯克·塞繆爾·布隆伯格
- 喬舒亞·萊德伯格
- 羅伯特·萊夫科維茨
- 迪金森·伍德拉夫·理查茲
- 哈羅德·瓦慕斯
- 约阿希姆·弗兰克

### 作家
- 雅各布·M·艾派爾
- 羅伯特·科爾斯
- 羅賓·庫克
- 沃克·珀西
- John E. Sarno

### 其他
其他校友包括天文學家斯多里·馬斯格雷夫，奧林匹克冠軍珍妮·湯普森，前阿富汗總理阿卜杜勒·扎希爾，以及加利福尼亞州庫卡蒙格牧場市長Don Kurth。
塞爾維亞政客、戰犯拉多萬·卡拉季奇曾在哥倫比亞學習過一年。前NBA球員馬克·波普曾考上過哥倫比亞醫學院，但是退學去教籃球了。

## 相關創作
《實習醫生》中的德瑞克·雪普（Derek Shepherd）、馬克·斯洛安（Mark Sloan）和艾蒂森·蒙特葛瑞（Addison Montgomery）以及《私人診所》中的薩姆·本尼特内和奧米·本尼特扮演的都是哥倫比亞醫學院的學生。《北國風雲》中的羅伯·莫羅所上的大學也是哥倫比亞醫學院。

## 外部連結
- 官方网站

40°50′29″N 73°56′28″W / 40.841519°N 73.941139°W